# Polla cama-roja
La polla cama-roja (Tribonyx ventralis) és una espècie d'ocell de la família dels ràl·lids (Rallidae) que habita vegetació de ribera d'Austràlia, arribant fins a Tasmània. Sovint inclòs en el gènere Gallinula.